# Épalement
L'épalement est le nom donné à la vérification, par l'Administration, de la contenance des récipients.
L’article 3 de l’arrêté du ministère des Finances du 9 octobre 1977 sus-visé précise que :

« Les cuves, les bacs et tous autres récipients existant dans les caves, les chais, les dépôts et les centres de conditionnement ou de transformation des vins, doivent porter, en caractères apparents, l’indication de leur capacité qui sera attestée par un certificat d’épalement délivré par le service des poids et mesures (actuellement service de la métrologie légale). En outre, ils doivent indiquer la quantité et la nature du contenu et être présentés de manière à rendre la vérification possible. »

Lorsque les cuves ou autres contenants n’ont pas été épalés, ou lorsque le certificat d’épalement ne peut être produit à la première réquisition du service, ou encore lorsque les indications exigées par ledit article sont inexistantes ou illisibles de sorte que la vérification ne soit pas possible, le service plombe lesdits contenants, constitue le responsable de la cave dépositaire des vins y contenus et dresse un procès-verbal constatant la (ou les) infractions relevées. Ce procès-verbal mentionne également le nombre et l’emplacement des plombs à apposer.